# Knight Squad
Knight Squad (Brasil: Esquadrão de Cavaleiros / Portugal: Classe de Cavaleiros[carece de fontes?]) é uma série de televisão de comédia americana criada por Sean Cunningham e Marc Dworkin que foi exibida na Nickelodeon de fevereiro de 2018 a abril de 2019 nos Estados Unidos. A série tem o elenco de Owen Joyner, Daniella Perkins, Amarr M. Wooten, Lexi DiBenedetto, Lilimar e Kelly Perine. Estreou no Brasil em 9 de junho de 2018.
A segunda temporada foi anunciada em julho de 2018, tendo seu lançamento no dia 2 de Fevereiro de 2019 e se encerrando no dia 20 de Abril do mesmo ano.

## Enredo
Em uma "escola mágica para cavaleiros em treinamento" no reino de Astoria, dois estudantes muito diferentes (Owen Joyner e Daniella Perkins) formam um pacto para manter os segredos uns dos outros e seguir seus sonhos de cavaleiro.

## Elenco

### Elenco principal
- Owen Joyner como Arc, Um adolescente que sempre sonhou em ser um cavaleiro para salvar sua terra, até que consegue ir para Astoria e entrar no Esquadrão Phoenix
- Daniela Perkins como Ciara/Princesa, Uma princesa que usa um anel mágico que a transforma em outra garota (Ciara), para que ela possa participar secretamente da escola de cavaleiros.
- Amarr M. Wooten como Warwick, Um integrante do Esquadrão Phoenix que se acha valente, é muito medroso e se acha um gatão. Só está na escola pois é de família por parte da pai.
- Lexi DiBenedetto como Prudence, Outra integrante do Esquadrão Phoenix, que tem uma super-força dentro do corpo, que ela não consegue controlar.
- Lilimar como Sage, Uma aluna da escola, que é do Esquadrão Kraken e a rival de Ciara e do Esquadrão Phoenix.
- Kelly Perine como Sir. Gareth, Um cavaleiro que se tornou o professor da Escola de Cavaleiros.
- Savannah May como Buttercup, Uma estudante doce e alegre na escola que é uma amiga feliz de Sage e que não percebe que é usada como basicamente uma escrava de Sage, e um membro do Esquadrão Kraken.

### Elenco recorrente
- Seth Carr como Fizzwick, É o irmão mais jovem de Warwick, quem faz trabalhos estranhos em volta da escola de cavaleiros.
- Jason Sim-Prewitt como o Rei, Seu nome não foi revelado até o momento, é o rei de Astoria e o pai de Ciara
- Fred Grandy como Mago Hogancross, o maior bruxo da terra que serve o rei, tem um relacionamento ruim com Sir Gareth, e foi o criador do campo de força que mantém Ryker fora de Astoria.

### Elenco convidado
- Tenzing Norgay Trainor como Jimbo,[5][6] um antigo membro do Esquadrão Phoenix
- Maria Canals-Barrera como Saffron,[7] a mãe de Sage.
- Jaheem Toombs como Sebastian,[8] um estudante da Sorcery School
- Maya Le Clark como Brea,[8][9] uma garota que é educada por Sage
- Kira Kosarin como Kiki,[10] um gênio que ajuda Ciara a ser uma cavaleira sem que seu pai descubra
- Jack Griffo como Sir Swayze,[11] um cavaleiro e ex-aluno de Sir Gareth que se tornou um cavaleiro no reino de Inwood desde que qualquer um que vive em Inwood pode se tornar um cavaleiro
- Garrett Moris como Fizzwick idoso,[11] a forma idosa de Fizzwick
- Geno Segers como Ryker,[12][13] o ex-rei de Astoria que foi exilado por sua corrupção e lidera um exército com a intenção de recuperá-lo enquanto destrói algumas aldeias ao longo do caminho
- Lizzy Greene como Shadow Ghost,[14] um fantasma que assombrava a princesa
- Sydney Park como Princesa Eliza,[12][13] a irmã mais velha da Princesa que comprou um anel especial para sua irmã e liderou o exército de seu pai na luta contra Ryker até que ela caiu sob o controle do feitiço Marca de Ryker
- Chris Tallman como The Wiper,[15]
- Raini Rodriguez as The Witch Doctor[16]

## Produção
Knight Squad recebeu uma ordem de 20 episódios da Nickelodeon em maio de 2017.  O início das gravações começaram em Outubro de 2017. A série foi ao ar em fevereiro de 2018 nos Estados Unidos, e no Brasil estreou no dia 9 de junho de 2018.

## Episódios
| Temporadas | Temporadas | Episódios | Exibição original       | Exibição original     | Exibição no Brasil | Exibição no Brasil     | Exibição em Portugal | Exibição em Portugal |
| Temporadas | Temporadas | Episódios | Estreia                 | Final                 | Estreia            | Final                  | Estreia              | Final                |
| ---------- | ---------- | --------- | ----------------------- | --------------------- | ------------------ | ---------------------- | -------------------- | -------------------- |
|            | 1          | 20        | 19 de fevereiro de 2018 | 26 de janeiro de 2019 | 9 de junho de 2018 | 16 de novembro de 2018 | —                    | —                    |
|            | 2          | 10        | 2 de fevereiro de 2019  | 20 de abril de 2019   | 20 de maio de 2019 | 7 de junho de 2019     | —                    | —                    |

## Audiência
| Temporada | Episódios | Primeira exibição       | Primeira exibição   | Última exibição       | Última exibição     | Méd. audiência (milhões) |     |
| Temporada | Episódios | Data                    | Audiência (milhões) | Data                  | Audiência (milhões) | Méd. audiência (milhões) |     |
| --------- | --------- | ----------------------- | ------------------- | --------------------- | ------------------- | ------------------------ | --- |
| 1         | 20        | 19 de fevereiro de 2018 | 1,14                | 26 de janeiro de 2019 | 0,63                | 0.81                     | ASD |
| 2         | 10        | 2 de fevereiro de 2019  | 0,81                | 20 de abril de 2019   | 0,52                | 0.57                     | ASD |

## Dublagem/Dobragem
| Personagem     | Dublagem          | Dublagem       |
| Principais     | Principais        | Principais     |
| -------------- | ----------------- | -------------- |
| Arc            | Eduardo Drummond  | por anunciar   |
| Ciara          | Helena Palomanes  | por anunciar   |
| Warwick        | Cadu Paschoal     | por anunciar   |
| Prudence       | Karin Medeiros    | Helena Palmela |
| Sage           | Pamela Rodrigues  | por anunciar   |
| Sir Gareth     | Mauro Horta       | por anunciar   |
| Buttercup      | Ana Lucia Menezes | por anunciar   |
| Recorrentes    |                   |                |
| Rei            | Wellignton Lima   | por anunciar   |
| Fizzwick       | Arthur Valadares  | por anunciar   |
| Convidados     |                   |                |
| Bruxa Cuspilin | Miriam Ficher     | por anunciar   |
| Sebastian      | Wirley Contaifer  | por anunciar   |
| Violet         | Andrea Suhett     | por anunciar   |
| George         | Enzo Dannemann    | por anunciar   |
| Bria           | Nathalia Medeiros | por anunciar   |

|                     | Portugal     | Brasil            |
| ------------------- | ------------ | ----------------- |
| Direção             | por anunciar | Ana Lucia Menezes |
| Tradução            | por anunciar | Paulinha Vianna   |
| Estúdio de Dublagem | por anunciar | Tecniart          |

[carece de fontes?]